# Плајури (Клуж)
Плајури (рум. Plaiuri) насеље је у Румунији у округу Клуж у општини Петрештиј Де Жос. Oпштина се налази на надморској висини од 568 m.

## Становништво
Према подацима из 2002. године у насељу је живело 173 становника, од којих су сви румунске националности.